# آلکمان

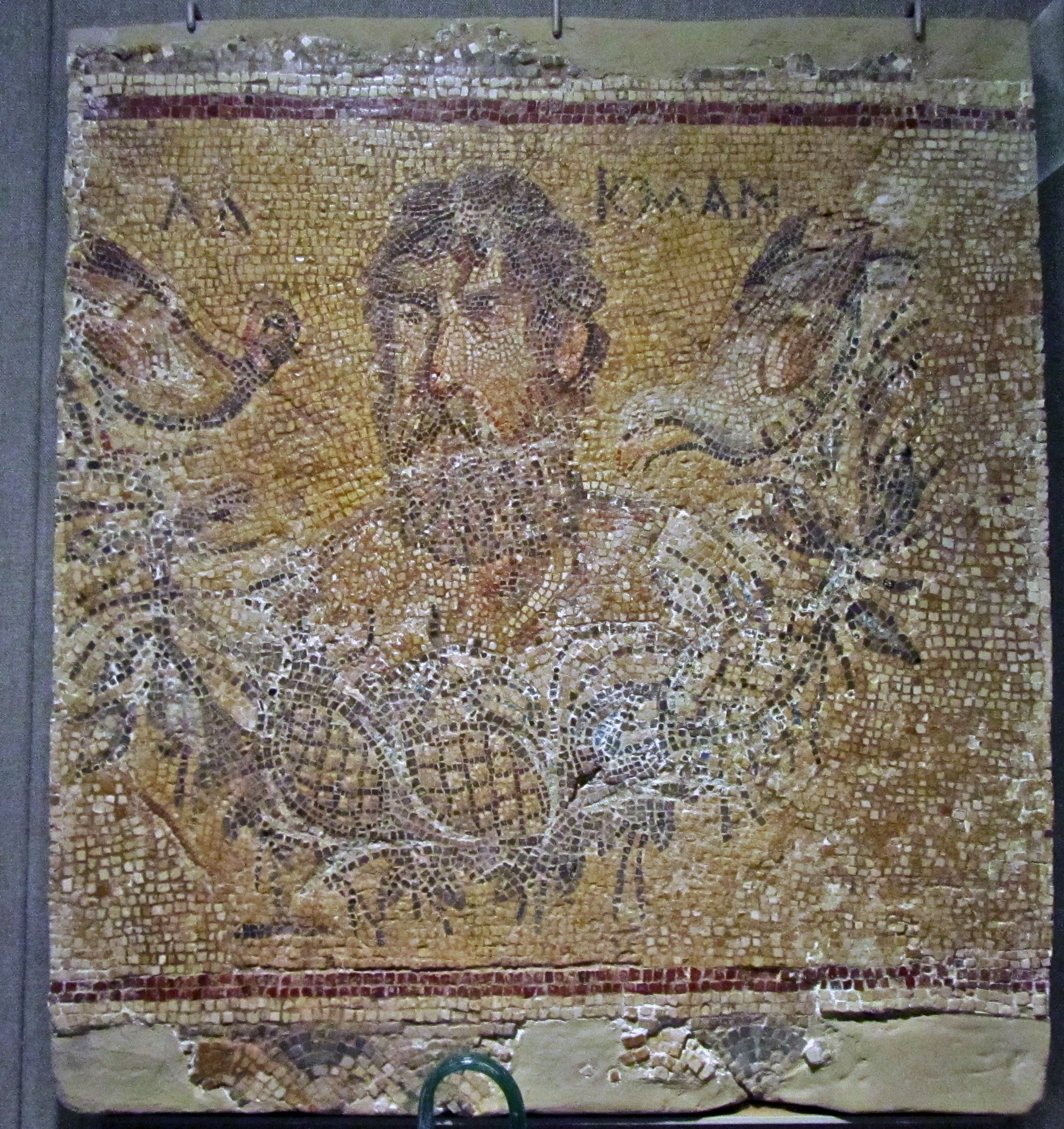
تصویری از آلکمان، اثر سده سوم پس از میلاد.

آلکمان (زبان یونانی: Ἀλκμάν) از شاعران بزمی سده هفتم پیش از میلاد یونان بود. آلکمان اهل اسپارتا بود و نخستین فرد از ۹ شاعر بزمی به‌شمار می‌آمد که دانشوران اسکندریه آثار آن‌ها را مهم و قابل تجزیه و تحلیل می‌شمردند.
آلکمان ازجمله برای یک گروه همسرایی دختران که خود رهبر آن بود شعر می‌سرود. این دست از گروه‌های سرود دختران در جشن‌های گوناگون به‌ویژه به افتخار آرتمیس برنامه اجرا می‌کردند. اسپارتا در آن زمان هنوز تبدیل به یک شهر نظامی با محیطی سختگیرانه نشده بود.
شناخته‌شده‌ترین اثر آلکمان، پارتنئون نام دارد که سرودی است که هرساله گروهی از دختران ملبس به شکل کبوتر آن را در زمان جشن درو می‌خواندند.
در دوران باستان بیش از ۵۰ سرود از آلکمان شناخته شده بود اما از سده‌های میانه به این‌سو، به‌جز صد بیت از پارتنئون و تکه‌های کوچک دیگری از دیگر متون، متنی از او باقی نمانده‌است. با این وجود از سروده‌های به‌جامانده آلکمان می‌توان فهمید که او توجه ویژه‌ای به جذابیت دختران جوان، به‌ویژه در میان زیبایی‌های طبیعت، داشته‌است.